# 코위삽관

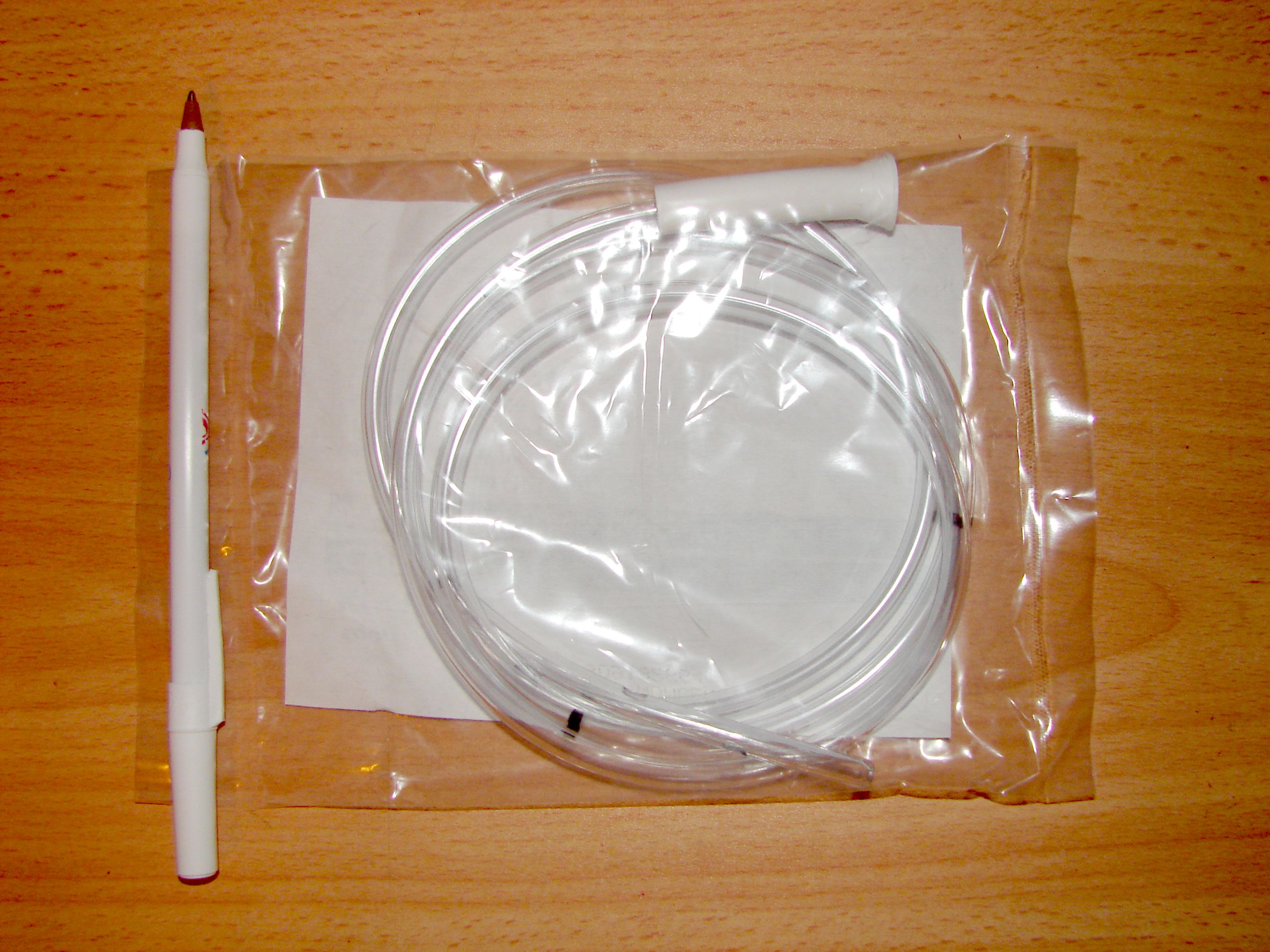
위관 (레빈 타입) 18 Fr × 48 in (121 cm)

코위삽관(nasogastric intubation 또는 코 경유 삽관은 코를 통해 목구멍을 지나 위로 이어지는 비위관(콧줄(nasogastric tube, NG tube))의 삽입을 수반하는 의료 과정이다. 비슷한 과정으로는 구강을 통한 관(orogastric tube)의 삽입(orogastric intubation)이 있다.
NG관은 진공관이다.

## 이용
NG관은 활성탄과 같은 기타 경구 물질이나 약물을 투여하고 영양분을 제공하기 위해 사용된다. 약물 및 최소한의 양의 액체의 경우 관 삽입을 위해 주사기를 사용한다.

## 종류
비위관의 종류는 다음을 포함한다:
- 레빈(Levin) 카테터: 싱글 루멘(single lumen)의 소형 NG관. 약물 또는 영양분의 투여에 더 적절하다.[1]
- Salem Sump 카테터: 더블 루멘(double lumen)의 대형 NG관.
- 앤더슨 관(Andersen Tube): 벤트 루멘(vent lumen).
- 도브호프 관(Dobhoff tube): 소형 NG관.

## 합병증
사소한 합병증에는 코피, 부비강염, 인두염이 있다.

## 같이 보기
- 경관영양